# امیر آقاحسینی
امیر آقاحسینی (۴ اردیبهشت ۱۳۱۰–۲۸ دی ۱۳۹۷) بازیکن سابق فوتبال اهل ایران بود. وی سابقه بازی در باشگاه فوتبال شاهین تهران را دارد.
وی سابقه ۵ بازی ملی دارد و به همراه تیم ملی فوتبال ایران مقام نائب قهرمانی بازی های آسیایی ۱۹۵۱ دهلی نو را کسب کرده است.